# Aeroportul Regional Central Nebraska
Aeroportul Regional Central Nebraska (IATA: GRI, ICAO: KGRI, FAA LID: GRI) este un aeroport din Nebraska, Statele Unite ale Americii ce deservește zona Grand Island⁠(d). Aeroportul a fost tranzitat în 2019 de 141.018 pasageri. A fost numit după Nebraska.
Situat la o altitudine de 563 m, aeroportul dispune de 2 piste.

## Infrastructură

### Piste
Aeroportul dispune de 2 piste. Pista 13/31 are suprafața de beton și dimensiunile 6.608 picioare × 100 picioare. Pista 17/35 are suprafața de beton și dimensiunile 7.002 picioare × 150 picioare. 